# Great Henny
Great Henny est un village et une paroisse civile de l'Essex, en Angleterre.